# Fourragère (hippomobile)
Pour l’article homonyme, voir Fourragère.
Une fourragère, ou charrette à foin, est un type de charrette (à deux ou quatre roues) adapté au transport du fourrage, et destinée à être tracté par un animal tel qu'un bœuf, un cheval, ou un âne. 
La charrette à foin reste appropriée et largement d'usage pour les petits paysans, permettant un transport relativement rapide.